# 539 до н. е.

## Події
- Кир завойовує Вавилон.
- Початок наступу персів і мідян вниз по долині річки Діялі. Битва під Опісом. Перси без бою минули мідійську стіну Навуходоносора і зайняли Сіппар. 29.10 - Ворота Вавилона відкриті без бою. Воєначальник Гобрій вступає в Вавилон. Штурм цитаделі. Валтасар убитий, Набонід відправлений на заслання в Карманію. Кир - «цар Вавилона, цар країн». Персам підкорилася Сирія. Царем Вавилона проголошено Камбіса.

## Померли
- Валтасар